# Asarkina punctifrons
Asarkina punctifrons är en tvåvingeart som beskrevs av Austen 1909. Asarkina punctifrons ingår i släktet Asarkina och familjen blomflugor. Inga underarter finns listade i Catalogue of Life.